# Rhysida ventrisulcus
Rhysida ventrisulcus är en mångfotingart som beskrevs av Carl Graf Attems 1930. Rhysida ventrisulcus ingår i släktet Rhysida och familjen Scolopendridae. Inga underarter finns listade i Catalogue of Life.